# 新兴乡 (江油市)
新兴乡，是中华人民共和国四川省绵阳市江油市曾经下辖的一个乡。2019年12月，撤销新兴乡，将其所属行政区域划归双河镇管辖。

## 行政区划
新兴乡撤销前下辖以下地区：
莲花社区、马蹄岗村、玉清村、桅杆村、新红村、银水村、佛岩村、双沟村和中源村。